# Градна
Градна је насељено место у саставу Града Самобора у Загребачкој жупанији, Хрватска. До територијалне реорганизације у Хрватској налазила се у саставу старе загребачке приградске општине Самобор.

## Становништво
На попису становништва 2011. године, Градна је имала 541 становника.

## Попис1991.
На попису становништва 1991. године, насељено место Градна је имало 406 становника, следећег националног састава:
| Попис 1991.‍  | Попис 1991.‍  | Попис 1991.‍ | Попис 1991.‍ | Попис 1991.‍ |
| ------------ | ------------ | ----------- | ----------- | ----------- |
|              |              |             |             |             |
| Хрвати       | Хрвати       |             | 401         | 98,76%      |
| Словенци     | Словенци     |             | 3           | 0,73%       |
| неопредељени | неопредељени |             | 1           | 0,24%       |
| непознато    | непознато    |             | 1           | 0,24%       |
| укупно: 406  |              |             |             |             |